# Philippe Lacoche
 (octobre 2020).
 (février 2015).
Philippe Lacoche, né le 27 janvier 1956 à Chauny dans l'Aisne, est un journaliste, écrivain et parolier français.

## Biographie
En 1977, Philippe Lacoche commence sa carrière de journaliste par un stage chez Best, mensuel rock fondé en 1968.
Il quitte L'Aisne nouvelle, qui l’avait recruté en 1979 comme localier, pour rejoindre Le Courrier picard en 1983.
On le retrouve dans les colonnes du Magazine littéraire entre 1991 et 2000, au service littéraire du Figaro Magazine et dans les pages du Figaro littéraire entre 2004 et 2008.
Depuis 2007, il écrit régulièrement pour Service littéraire et collabore au Journal du Dimanche.
En juillet 2014, Philippe Lacoche est nommé au grade de chevalier dans l'Ordre des Arts et des Lettres.

## Œuvres

### Romans
- Rock d’Issy, roman, éditions Ledrappier, 1988
- Le Pêcheur de nuages, roman, Le Dilettante, 1996 (Prix François-Sommer 1996) ; Syros, 2001 ; La Table ronde, coll. La Petite Vermillon, poche, 2007
- Des petits bals sans importance, roman, Le Dilettante, 1997 ; Le Castor astral, coll. Poche, 2006 (Prix des lecteurs de la Baie de Somme 2007)
- La Promesse des navires, roman, Flammarion, 1998
- Un léger désenchantement, roman, Flammarion, 2000
- Tendre rock, roman, Mille et Une Nuits, 2003
- Les yeux gris, roman, Mille et Une Nuits, 2006
- La Maison des girafes, roman, Alphée Jean-Paul Bertrand éditeur, 2009
- Des rires qui s’éteignent, roman, éditions Écriture, 2012
- Les matins translucides, roman, éditions Écriture, 2013
- Vingt-quatre heures pour convaincre une femme, roman, éditions Écriture, 2015
- Le chemin des fugues, éditions du Rocher, 2017 (Prix des Hussards 2018)
- Mise au vert, éditions du Rocher, 2019 (Parution le 4 septembre 2019)
- Les Ombres des Mohicans, roman, éditions du Rocher, 2023

### Nouvelles et contes
- Cité Roosevelt, nouvelles, Le Dilettante, 1993 (Prix du livre de Picardie 1993 décerné par le Conseil régional) ; réédité en 2004 chez Mille et Une Nuits
- Le Phare des égarés, nouvelles, La Bartavelle, 1994 ; réédité en 2005 chez Mille et Une Nuits
- Scooters, nouvelles, éditions du Rocher, 1994
- HLM, nouvelles, Le Castor astral, 2000 (Prix Eugène Dabit du roman populiste 2000)
- Le Musicien des brumes, nouvelles, éditions du Rocher, 2001
- Une bonté à contre-courant, nouvelle Viva, 2001
- Des porcs très célèbres, contes avec des photographies de Maxime Godard, Le Castor astral, 2001
- Lady B, ode, conte érotico-pop, livre-cd réalisé avec l'A.C.I Renaud Lacoche alias« SCIEUR Z », Le Castor astral, 2007
- La Contrebasse de Guise, nouvelle avec des photographies d’Eric Larayadieu, Diaphane-Les Imaginayres, 2007
- Autumn square, nouvelle, éditions du Rocher, 2008
- Veilleur de nuits, nouvelles, Martelle, avec des photographies de Franck Delautre, 2009
- Petite garce, nouvelles, Le Castor astral, 2009
- Les Boîtes, nouvelle, avec la plasticienne Colette Deblé, éditions Cadastre8Zéro, 2014[1]
- Roger Vailland, nouvelle, éditions Nouvelles Lectures, 2015
- Roger Vailland, drôle de vie et drôle de jeu, hommage à l'occasion du 50e anniversaire de la disparition de Roger Vailland, éditions La Thébaïde, 2015
- Oh, les filles !, nouvelles, éditions Héliopoles, 2023
- L'Hibernation, trois nouvelles adaptées en bande dessinée par Daniel Grardel, éd. Les Soleils bleus

### Essais
- Je suis picard mais je me soigne, essai, préface de Philippe Tesson et avant-propos de Jacques Darras, éditions Héliopoles, 2023
- Étouvie: village ou ghetto ?, essai, éd. La Licorne, 2023

### Biographies
- Les ténors du rock, biographie, avec Jean-Yves Legras, Jacques Grancher éditeur, 1984
- Couture et le secret de la barbichette, biographie, La Vague Verte, 1994

### Pamphlet et chroniques
- Pour la Picardie, pamphlet sentimental, Les Équateurs, 2009
- Les Dessous chics, recueil de chroniques, Les Éditions La Thébaïde, en partenariat avec Le Courrier picard, 2014
- Mares & Jardins, chroniques, éd. Les Soleils bleus, 2021

### Bande dessinée
- Cicatrices de guerre(s), bande dessinée, avec Serge Dutfoy, collectif, La Gouttière, 2009

### Pièce de théâtre
- L’ Écharpe rouge, pièce de théâtre, éditions Le Castor astral, 2014[2]
- Pourriture !, pièce de théâtre, avec des chansons coécrites avec Scieur Z, éd. les Soleils bleus, 2022

### Ouvrages collectifs
- Le dernier homme, dir. Jérôme Leroy, Les Belles Lettres, collection Le grand cabinet noir, 2004 [3]
- Le journal de la bataille de la Somme, Le Courrier picard, 2006
- Picabora - Les« dix mots » de la rencontre, Éditions la passe du vent, 2008[4]
- 100 monuments, 100 écrivains : histoires de France, dir. Adrien Goetz, Éditions du Patrimoine, Centre des monuments nationaux, 2009[5]
- Chien, dir. Philippe Di Folco, Textuel Éditions, 2010[6]
- Le dernier hiver de Victorine, avec la conteuse Catherine Petit, éditions La Licorne,2012.
- La baie fait un somme, éditions cadastre8zéro, 2018[7]

## Sources
- Philippe Lacoche, Le Hussard d'automne, revue Chiendents no 4, cahier d'arts et de littératures, Éditions du Petit Véhicule, 2011
- Philippe Lacoche, journaliste et écrivain, portrait signé Jacques Frantz  pour le Conseil Régional de Picardie, 2012